# Szent Labre Benedek
Labre Szent Benedek József T.O.S.F. (Amettes, Artois-i grófság, Német-római Birodalom, 1748. március 26. – Róma, Pápai állam, 1783. április 16.) szentté avatott római katolikus zarándok.

## Gyermekkora és fiatalsága
Benoit-Joseph Labre 1748. március 26-án született Artois-i grófságban, Amettes településen. Szülei, Jean-Baptiste és Anne-Barbe Grandsire szerény birtokukon gazdálkodtak, s emellett egy kis rövidáru-kereskedést is vezettek. A család mélységesen hívő életet élt. Tizenöt gyermekük közül Benedek volt a legidősebb. Az amettes-i falusi iskolában, majd később a szomszédos Nédon mezőváros iskolájában csupán gyenge képzettséget szerzett. Szokatlanul szelídnek és alkalmazkodónak, egyben hallgatagnak ismerték. Rendkívül jámbor volt. Amikor tizenkét éves lett, magához vette nagybátyja, François Labre, aki az Amettes-től mintegy húsz km-re levő Érin plébánosa volt. Itt járult 1761. szeptember 4-én elsőáldozáshoz és bérmáláshoz. Nagybátyja ezután latinra tanította, Benedek azonban csak közepes tanulónak mutatkozott. Az imádság és a szemlélődő élet vonzotta, a tanulás iránt nem volt érzéke, még kevésbé mutatott hajlandóságot a papi hivatás iránt. 
Később nagy érdeklődéssel olvasta az oratoriánus Jean Lejeune (1592–1672) prédikációit, amelyek teljesen a janzenista ridegség szellemét lehelték és mély hatást gyakoroltak rá. Hasonlóképpen behatóan foglalkozott a domonkos Granadai Lajos (1504–1588) misztikus írásaival, és megtanulta, hogy egész életén át nagyra becsülje őt.

## Vágyakozása a szerzetesi életre
Magányosságra hajlamos temperamentumát egyre alkalmatlanabbnak érezte a világban való életre. Azon a napon azután, amelyen hallgatta nagybátyjának egy vendégét, aki elbeszélte a nagy trappista kolostor (Grande Trappe) életét, úgy hitte, hogy végre rátalált az útjára. Nagybátyja is, szülei is ellenezték azt a kívánságát, hogy trappista legyen, így hát jól-rosszul folytatta tanulmányait, míg nagybátyját 1766-ban el nem ragadta egy pestisjárvány. Ezt követően néhány hetet a szüleinél töltött, majd rábízták anyai nagybátyjára, Jacques Vincent-ra, egy szent életű papra, aki káplán volt Conteville-ben, és mélységesen megragadta unokaöccse lelkét. Miután hiábavaló látogatást tett Val-Sainte-Aldegonde karthauzi kolostorban Saint-Omer mellett, nagybátyja közvetítésével 1767-ben a Montreuil-sur-Mer közelében levő Neuville karthauzi kolostorában próbálkozott. Itt is visszautasították, mivel nem találták kielégítőnek képzettségét. Ekkor egy ideig Ligny-les-Aire egyházi iskolájába járt, majd ismét megkísérelte Neuville-ben, hogy beléphessen a karthauziak közé. Megint kudarc érte. Nyugtalanságoktól és kétségektől marcangolva hat hét múlva arra kényszerült, hogy visszatérjen családjához. Jövője homályosabbnak tűnt előtte, mint bármikor, mert továbbra is hiányzott az a képessége, hogy alkalmazkodni tudjon a világban való élethez. 1767 novemberében a Grande Trappe-ban kérte felvételét, ám ott is visszautasították; ezúttal azért, mert még nem töltötte be huszonnegyedik évét. A boulogne-i de Pressy püspök tanácsára, akivel egy misszió alkalmával ismerkedett meg, újból kísérletet tett a neuville-i karthauzi kolostorban, de sikertelenül. Elhatározta, hogy nem kerül még egyszer övéi szeme elé; ismételten a Grande Trappe-ba ment, de felvételét ezúttal is elutasították. 1769 novemberében a Moulins közelében levő Sept-Fonds-ban végre felvették a trappisták a noviciátusba.

## Zarándokként

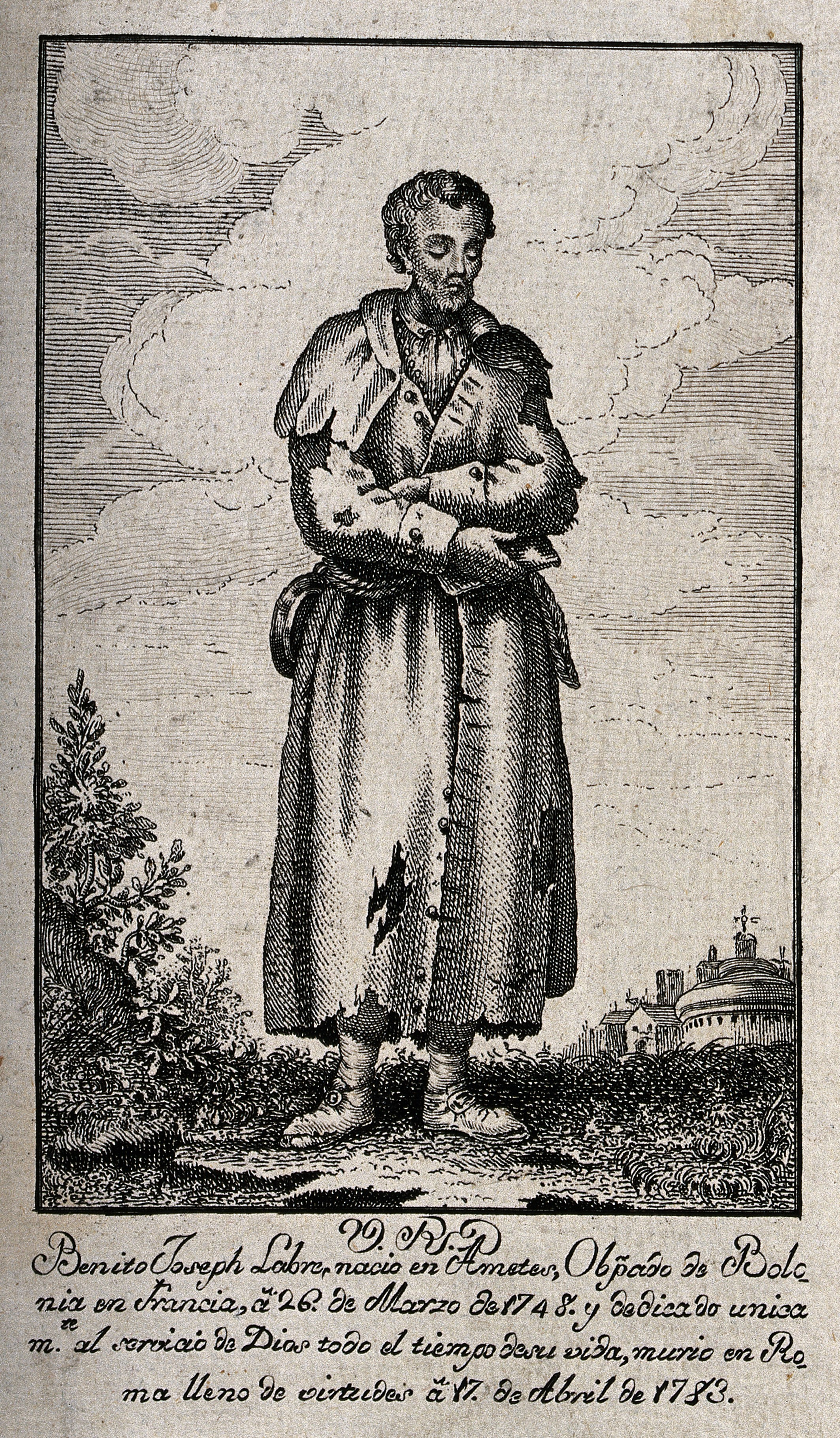

Néhány hónapi megnyugvás után belső bizonytalankodása olyannyira elhatalmasodott, hogy belebetegedett. 1770 júliusában el kellett hagynia a noviciátust; lassanként kezdte megérteni: egészen egyéni hivatása az, hogy „ide-oda bolyongó feltétlen önkiüresítésben” éljen. Egy ismeretlen pap, akivel később találkozott, megerősítette szándékában. Így hát tudatosan és világos szándékkal magára vette a nyomorúságos, lerongyolódott csavargó életét, abban a meggyőződésben, hogy ez számára az üdvösség egyéni útja, melyen haláláig ki kell tartania. Ettől kezdve szüntelenül zarándokként bolyongott Európa útjain, kegyhelytől kegyhelyig; csak csekély alamizsnát fogadott el, hogy éhen ne haljon és meg ne fagyjon. Elutasított minden lehetőséget, hogy bárhol is letelepedjék. A rendelkezésünkre álló bizonyítékok csekély és pontatlan volta sajnos alig nyújt lehetőséget arra, hogy vándorlásai útvonalát követhessük. Úgy látszik, hogy útjait terv nélkül, teljesen önkényesen választotta meg. A hagyomány így közli, hogy merre haladt át: Sept-Fonds-ból való útnak indulása után Paray-le-Monial kórházába fogadták be; ezután pedig Lyonon át Itáliába ment. A Piemontban levő Chieriből írta 1770. augusztus 31-én utolsó levelét hozzátartozóinak. Felkereste Loretót és Assisit, majd decemberben Rómába érkezett. Sokáig tartózkodott itt anélkül, hogy valahol is véglegesen megtelepedett volna. Megszerette Rómát, amelynek templomai és szent helyei határtalan területet kínáltak jámbor gyakorlatai számára. Nehézség nélkül el tudott tűnni a római koldusok tömegében. Ezenkívül elég menedékhelyet is talált itt. Miután egy ideig valami barlangfélében lakott a Quirinalis közelében, a Colosseum egy falmélyedésében talált menedéket. Az volt akkoriban mindenféle elhagyatott és nyomorult menedékhelye. 1771 tavaszán újból vándorolni kezdett, ezúttal Dél-Itáliába. 1772 elején több hetet töltött Nápolyban, majd onnan is tovább indult március közepén. Miután májusban visszaérkezett Rómába, Spanyolországba indult, s elzarándokolt Compostelába és Burgosba. Ezt követően a Provence-ban, majd 1774 húsvétján ismét Rómában találjuk. A következő éveket más zarándokutak töltötték ki, ezek időbeli sorrendje azonban alig ismeretes. Bizonyos csak az, hogy többször is elzarándokolt Loretóba, és Németországban is hosszú vándorutakat tett. 1776 őszétől hosszabb ideig Rómában időzött. Utolsó loretói zarándokútjára 1782 márciusában indult; teljesen kimerülve ment onnan tovább, s megjósolta közeli halálát.

## Halála

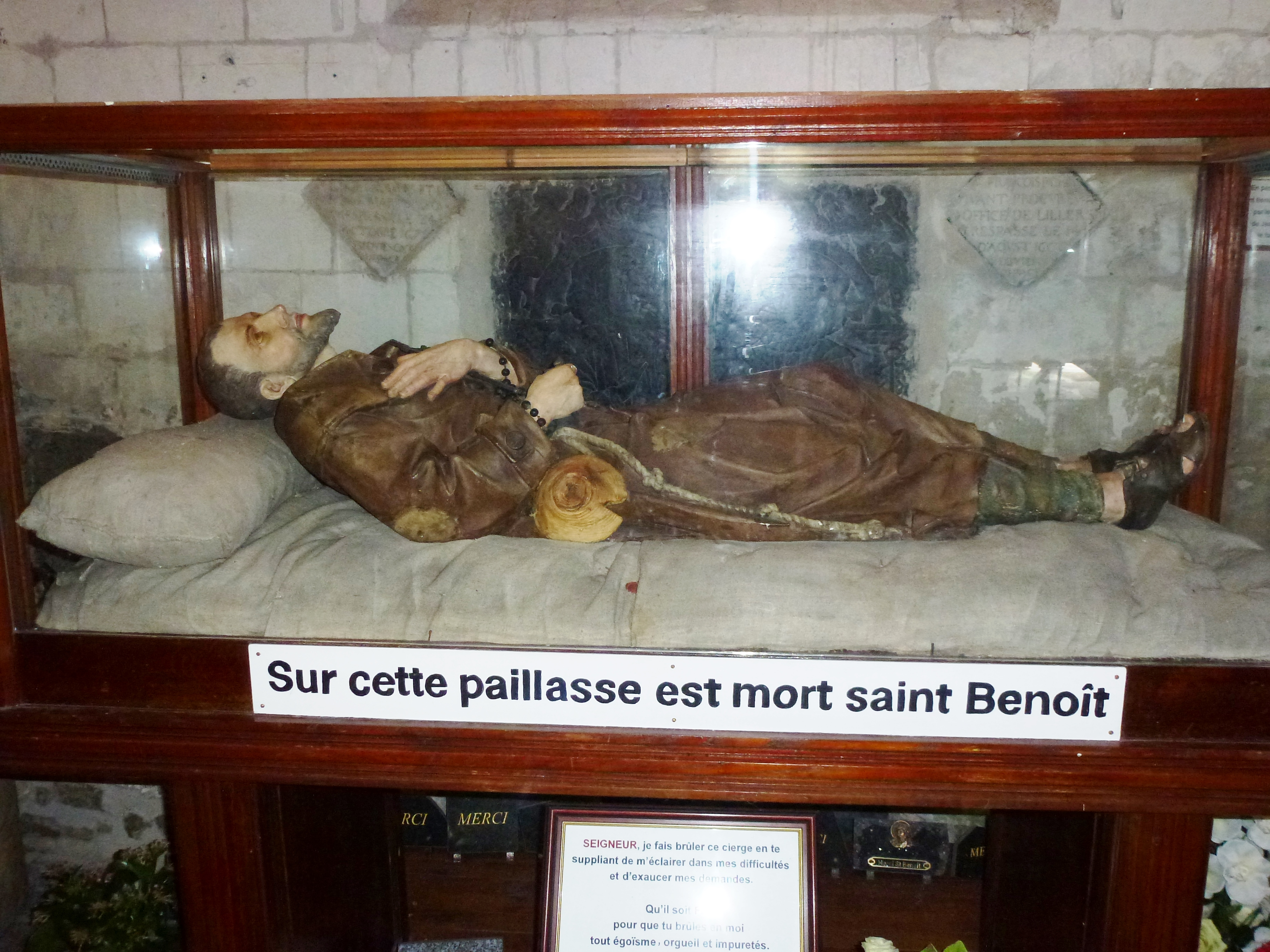

Szentsége átsugárzott ócska, piszkos ruháján. Az utcagyerekek gyakran követték gúnyos kiáltozásaikkal, de mind több olyan ember akadt, aki nyomorúságában is felismerte a szentség fényét. Sohasem esett abba a kísértésbe, hogy más elfoglaltságot keressen magának, vagy hogy bevonuljon valamilyen szerzetbe. Csodákat és rendkívüli jelenségeket is tulajdonítottak neki. Feltételezhetjük, hogy igen nagy fokban tapasztalta meg az Istennel való misztikus egyesülést; bizonyosat azonban nem tudunk róla, csak néhány jelre vagyunk utalva. A hihetetlenül primitív életkörülmények tönkretették Benedek egyébként sem igen ellenálló szervezetét. Visszatért Rómába, s 1783 elején megbetegedett, de még így sem mondott le arról, hogy körbejárja a templomokat. 1783. április 16-án, nagyhét szerdáján az utcán összeesett. Egy közeli házba vitték, s ott estére meghalt. Már másnap reggel így kiáltoztak a gyerekek Róma utcáin: „Meghalt a szent!”
A tömeg áramlott a halottasházhoz, majd hosszú időn át a sírjához. Boldoggá avatási eljárása nagyon hamar megkezdődött, de a politikai események miatt elhúzódott, és csak 1859-ben fejeződött be. Boldoggá IX. Piusz pápa avatta, 1860. május 20-án, szentté 1881. december 8-án XIII. Leó pápa.